# KFJOB Füred–Szt. Mihály
A KFJOB Füred – Szt.Mihály mozdonysorozat a Kaiser Franz Joseph-Orientbahn, (KFJOB) szerkocsis gyorsvonati gőzmozdonysorozata volt.
A KFJOB 1857-ben rendelt öt darab, 1B tengelyelrendezésű gyorsvonati mozdonyt a bécsújhelyi mozdonygyártól, majd 1859-ben további tizenkettőt az Esslingeni Gépgyártól (PRAGERHOF – DRAU sorozat). A mozdonyok külsőkeretesek voltak Hall forgattyúkkal és külső Stephenson vezérlésűek.
1858-ban az osztrák állam a KFJOB-t több más vasútvonallal együtt pénzügyi okok miatt eladta, egyben létrehozva belőlük a Déli Vasúttársaságot (SB). Az SB átszámozta a sorozat mozdonyait, beosztva őket a 13 sorozatba (1864-től  18 sorozat). Ezek voltak az első saját fékkel ellátott mozdonyai, előtte csak a szerkocsit fékezték. Miután a mozdonyokat leszállították, remélve, hogy meg lesznek vele elégedve, a Déli Vasút további 17 db-ot rendelt a StEG mozdonygyárától és további hármat a bécsújhelyi mozdonygyártól. Így összességében 36 mozdonnyal rendelkeztek a sorozatból.
A mozdonyok valószínűleg jól beváltak, mivel a BBÖ soraiba 1924-ben még 19 mozdony került, mind a BBÖ 118 sorozatba osztva. 1932-ig selejtezték őket.
Az FS 26 db-ot kapott, mint FS 122 sorozat. Két darab került a sorozat mozdonyaiból még Jugoszláviába.

## Fordítás
- Ez a szócikk részben vagy egészben  a   KFJOB – Füred bis Szt. Mihály című német Wikipédia-szócikk fordításán alapul.  Az eredeti cikk szerkesztőit annak laptörténete sorolja fel. Ez a jelzés csupán a megfogalmazás eredetét és a szerzői jogokat jelzi, nem szolgál a cikkben szereplő információk forrásmegjelöléseként.